# Didymoplexis pallens
Didymoplexis pallens är en orkidéart som beskrevs av William Griffiths. Didymoplexis pallens ingår i släktet Didymoplexis och familjen orkidéer. Inga underarter finns listade i Catalogue of Life.